# Poison Arrow
Poison Arrow is een nummer van de Britse band ABC. Het is de tweede single van hun debuutalbum The Lexicon of Love uit 1982. Op 5 februari dat jaar werd het nummer op single uitgebracht. Op 11 januari 1983 volgden de VS en Canada.

## Achtergrond
De plaat werd een hit op de Britse eilanden, in Ierland,  de VS, Oceanië en in het Nederlandse taalgebied. In thuisland het Verenigd Koninkrijk bereikte de plaat de 6e positie in de UK Singles Chart. In Ierland de 14e, Australië de 4e, Nieuw-Zeeland de 5e en de VS de 25e positie. 
In Nederland was de plaat op vrijdag 12 maart 1982 Veronica Alarmschijf op Hilversum 3 en werd een hit in de destijds drie landelijke hitlijsten op de nationale publieke popzender. De plaat bereikte de 13e positie in zowel de Nederlandse Top 40 als de TROS Top 50. In de Nationale Hitparade werd de 18e positie bereikt. In de Europese hitlijst op Hilversum 3, de TROS Europarade, werd géén notering behaald.
In België bereikte de single de 18e positie in de Vlaamse Radio 2 Top 30 en de 19e positie in de voorloper van de  Vlaamse Ultratop 50. In Wallonië werd géén notering behaald.
In de sinds december 1999 jaarlijks uitgezonden NPO Radio 2 Top 2000 van de Nederlandse publieke radiozender NPO Radio 2 stond de plaat uitsluitend van 2000 t/m 2004 genoteerd, met als hoogste notering een 1520e positie in 2000.

## NPO Radio 2 Top 2000
| Nummer met noteringen in de NPO Radio 2 Top 2000 | '00  | '01  | '02  | '03  | '04  |
| ------------------------------------------------ | ---- | ---- | ---- | ---- | ---- |
| Poison Arrow                                     | 1520 | 1581 | 1832 | 1871 | 1847 |

1. ↑  Een vetgedrukt getal geeft de hoogste notering aan.
2. ↑  2000 was het eerste jaar met een notering voor dit nummer.
3. ↑  Deze tabel is bijgewerkt tot en met de laatste editie (2024).